# 33e corps d'armée (France)
Pour les articles homonymes, voir 33e corps d'armée.
Le 33e corps d'armée est une unité de l'armée française, créée le 30 septembre 1914.

## Création et différentes dénominations
- 30 septembre 1914 : Corps provisoire d'Urbal
- 12 octobre 1914 : Renommé 33e Corps d'Armée
- 20 mars 1916 : Renommé Groupement Nudant
- 5 avril 1916 : Renommé 33e Corps d'Armée

## Les chefs du33ecorpsd'armée
- 30 septembre 1914 : Général d'Urbal
- 20 octobre 1914 : Général Pétain
- 21 juin 1915 : Général Fayolle
- 26 février 1916 : Général Nudant
- 6 octobre 1916 : Général de Riols de Fonclare
- 17 décembre 1916 - 8 novembre 1920 : Général Leconte
- 25 novembre 1920 : Général d'Armau de Pouydraguin
- 3 décembre 1921 : Général Jacquot
- 28 juin 1922 - 13 mars 1924 : Général Henrys
- 8 mars 1927 - 6 novembre 1927 : Général Rampont

## Première Guerre mondiale

### Composition
Fin 1914, il dépend de la Xe armée. Au mois de juin 1915, lorsque le général Fayolle prend le commandement de ce corps d'armée, il est composé de :
- la 70e division d'infanterie
- la 77e division d'infanterie
- la 55e division d'infanterie

soit 60 à 70 000 hommes.
La 45e division d'infanterie vient le renforcer dans les combats de fin 1914.

### Historique

#### 1914
- 30 septembre : constitution dans la région d'Arras.
- 1er octobre 1914 - 9 mai 1915 :  engagement dans la première bataille d’Artois. Combat vers Feuchy, Neuville-Vitasse, Oppy, Arleux-en-Gohelle, puis vers les lisières nord-est d'Arras, Bailleul-Sir-Berthoult, Roclincourt, la ferme Berthonval, Vimy, Souchez, la Targette. À partir du 13 octobre, stabilisation et occupation d’un secteur vers Blangy-sur-Ternoise, Roclincourt, Carency (guerre des mines).

21 - 24 octobre : attaques allemandes et contre-attaques françaises vers Saint-Laurent-Blangy et Roclincourt.
31 octobre : extension du front à gauche jusqu'à Notre-Dame-de-Lorette.
5 novembre : combat vers la Maison Blanche.
14 novembre : front réduit à droite vers la Maison Blanche.
26 - 29 novembre et 7 - 8 décembre : attaques allemandes vers Écurie et contre-attaques françaises.
15 décembre : front réduit à droite vers Écurie.
18 et 27 décembre : attaques françaises vers Carency.
30 décembre : limite droite reportée à la Maison Blanche.
31 décembre : réduction du front à gauche jusqu'à Ablain-Saint-Nazaire.
17 et 18 février : attaques françaises et contre-attaques allemandes.
25 février : front réduit à droite jusque vers Écurie.
24 avril : nouvelle réduction à droite jusqu'à La Targette.

#### 1915
- 9 mai - 25 septembre : engagé dans la deuxième bataille d’Artois dans la région La Targette, Ablain-Saint-Nazaire.

9 mai : attaque française sur la cote 140, vers Carency et Souchez (enlèvement de la première ligne allemande).
12 mai : prise de Carency, puis du 13 au 29 mai, conquête d'Ablain-Saint-Nazaire.
14 mai : réduction du front à droite au nord de La Targette.
30 mai : nouvelle réduction à droite jusqu'à deux kilomètres au nord de la Targette. À partir du 16 juin, attaques françaises en direction de Givenchy-en-Gohelle et Souchez ; contre-attaques allemandes. Puis occupation et organisation du terrain conquis.
- 25 septembre 1915 - 25 février 1916 : engagé dans la 3e bataille d’Artois, attaques françaises vers Souchez, le château de Carleul, le bois de Givenchy et le carrefour des cinq Chemins. Occupation et organisation du terrain conquis.

8 octobre : extension du front à droite jusque vers la ferme de la Folie.
11 octobre : attaques françaises vers le bois de la Folie, la cote 140 et Souchez.
23 décembre : extension du secteur à droite jusqu'au chemin Neuville-Saint-Vaast, ferme de la Folie et à gauche jusqu'aux abords sud d'Angres. Guerre des mines.
8 février : attaque allemande sur la cote 140.
15 février : réduction du secteur à gauche jusque vers Souchez.

#### 1916
- 25 février - 8 mars : retrait du front dans la région de Frévent et à partir du 29 février, transport par V.F. dans la région Montdidier, Breteuil ; repos.
- 8 mars - 5 avril : transport par V.F. dans la région de Sainte-Menehould, puis transport par camions et mouvement vers Verdun. À partir du 20 mars, engagé dans la bataille de Verdun, dans la région Douaumont, Eix.

30, 31 mars, 2 et 5 avril : violents combats.
- 5 - 29 avril : retrait du front ; repos dans la région de Pierrefitte-sur-Aire. À partir du 11 avril, mouvement vers la région de Vaucouleurs ; repos.
- 29 avril - 15 mai : mouvement vers le camp de Saffais ; instruction.
- 15 mai - 29 juillet : mouvement vers le front et à partir du 21 mai, occupation d'un secteur vers Saint-Agnant, Fey-en-Haye.

28 mai : réduction du front, à gauche jusqu'à l'étang de Vargévaux.
- 29 juillet - 12 août : retrait du front ; repos dans la région de Toul.
- 12 - 20 août : transport par V.F. dans la région de Crèvecœur-le-Grand ; repos.
- 20 août - 13 novembre : mouvement vers le front, à partir du 23 août engagé dans la bataille de la Somme vers Barleux, Biaches et Feuillères.

5, 12, 14, 16, 18 et 25 septembre : attaques françaises.
8 septembre : extension du secteur à droite jusqu'au nord de Belloy-en-Santerre et à gauche au nord de la Somme jusque vers le ferme du Bois l'Abbé.
3 octobre : réduction du front à gauche jusqu'à la Somme vers Cléry-sur-Somme.
18 octobre : attaque française sur Biaches.
21 et 29 octobre : attaques allemandes sur Biaches et Maisonnette.
- 13 novembre - 28 novembre : retrait du front dans la région nord de Breteuil. À partir du 17 novembre, mouvement vers la région de Clermont, puis vers Crépy-en-Valois et Villers-Cotterêts.
- 28 novembre 1916 - 17 mars : mouvement vers le front, puis à partir du 2 décembre occupation d'un secteur entre Pernant et la ferme Quennevrières.

7 mars : extension du secteur à gauche jusqu'à l'Oise.

#### 1917
- 17 mars - 20 mai : poursuite des troupes allemandes, à la suite de leur repli. Prise de Nampcel ; franchissement de l'Ailette, progression dans la forêt de Coucy. Stabilisation sur la ligne Quincy-Basse, Coucy-la-Ville, Barisis-aux-Bois, étendue le 30 mars jusqu'à l'Oise.

16 - 30 avril : engagé dans la bataille du Chemin des Dames, combats violents.
- 20 mai - 5 juin : retrait du front ; repos vers Oulchy-le-Château.
- 5 juin - 3 août : occupation d'un secteur vers Courtecon et l'Épine de Chevregny.

26 juin : réduction du front à droite vers Braye-en-Laonnois et extension à gauche jusque vers le Panthéon.
8 juillet : attaque allemande.
30 juillet : attaque française et prise de Chevregny.
- 3 août - 13 septembre : retrait du front ; transport par V.F. vers Vesoul, repos et instruction. Le 3 septembre, mouvement vers Belfort.
- 13 septembre 1917 - 29 janvier 1918 : occupation d'un secteur vers Fulleren, Leimbach.

7 novembre : réduction du secteur à gauche jusque vers Burnhaupt-le-Haut.

#### 1918
- 29 janvier - 8 février : retrait du front, mouvement vers Bains-les-Bains ; instruction.
- 8 février - 12 mars : mouvement vers Rambervillers ; instruction et travaux.
- 12 - 28 mars : transport par V.F. vers la région d'Épernay, Châlons-sur-Marne et Vitry-le-François ; repos, instruction et travaux.
- 28 mars - 7 mai : transport par camions vers Mouy, à partir du 2 avril occupation d'un secteur entre l'Oise et le Plémont. Engagé dans la 2e bataille de Picardie. Résistance à l'offensive allemande sur le mont Renaud.

5 mai : extension du front à droite jusqu'à Varesnes.
- 7 - 17 mai : retrait du front, mouvement vers Rethondes et Pierrefonds ; puis transport par V.F. dans la région de Bruyères et repos vers Remiremont.
- 17 mai - 4 octobre : mouvement vers le front et occupation d'un secteur vers Leimbach et le col de la Chapelotte.

1er octobre : réduction du secteur à gauche au nord du Linge.
- 4 octobre - 1er novembre : retrait du front, transport par V.F. de la région de Gérardmer, vers celle de Dugny ; puis mouvement vers Belrupt-en-Verdunois. À partir du 6 octobre, occupation d'un secteur entre Mesnil-sous-les-Côtes et Damloup, étendu le 16 octobre jusqu'au bois de la Wavrille.
- 1er - 11 novembre : retrait du front, mouvement vers Chaumont-sur-Aire, puis vers Commercy. À partir du 4 novembre, mouvement vers la région du Foug et le 6 novembre vers Custines. Préparatifs d'offensive.

### Rattachement
- 1re armée

11 - 30 avril 1916
15 mai - 12 août 1916
20 novembre 1916 - 22 mars 1917
- 2e armée

30 septembre - 5 octobre 1914
2 - 4 novembre 1918
8 mars - 11 avril 1916
- 3e armée

22 mars - 20 mai 1917
28 mars - 8 mai 1918
- 4e armée

12 - 28 mars 1918
- 6e armée

29 février - 8 mars 1916
12 août - 11 novembre 1916
20 mai - 7 août 1917
- 7e armée

7 août 1917 - 12 mars 1918
8 mai - 6 octobre 1918
- 8e armée

4 - 8 novembre 1918
- 10e armée

5 octobre 1914 - 29 février 1916
11 - 20 novembre 1916
8 - 11 novembre 1918
- Détachement d'armée de Lorraine

30 avril - 15 mai 1916
- Corps expéditionnaire américain

6 octobre - 1er novembre 1918